# Pors
Pors eller porse (Myrica) er en slægt af lave, løvfældende buske. Det er tvebo, raklebærende planter, som i de fleste tilfælde har de hanlige og de hunlige blomster fordelt på hver sit individ. Der bliver altså tale om rent hanlige og rent hunlige planter, hvad der er ret ualmindeligt i planteverdenen, men også kendt fra bl.a. Cannabis.
Slægten har samliv med arter af "strålesvampe", (aktinobakterier), som gør det muligt for pors at udnytte luftens kvælstof. Det gør dem konkurrencedygtige på meget udpinte og sure jordtyper, som de da også er nøje knyttet til. Slægten er desuden kendetegnet ved, at planterne indeholder kirtler, der afgiver klæbrige, duftende stoffer. Det har gjort pors populær som smagsgiver i øl og snaps.
Pors er blevet brugt til at krydre øl og mjød i over 1000 år. Nu om dage forbinder de fleste øl med smagen af humle. Men det er fordi det er det man bruger sydpå hvor humlen trives bedre end i Danmark. 
I USA har arter af denne slægt rollen som mellemværter for en alvorlig rustsygdom (Cronartium comptoniae) på femnålede Fyr.
Der kendes kun få arter i slægten, nemlig nedenstående
| Arter |

- Myrica dentulata
- Mosepors (Myrica gale)
- Myrica hartwegii

## Systematik
Følgende navne er synonymer for arter i andre slægter:
- Myrica aspleniifolia se: Comptonia peregrina
- Myrica nagi se: Nageia nagi
- Myrica gale subsp. tomentosa
- Myrica trifoliata se: Rhus aromatica subsp. aromatica[1]

Se i øvrigt under slægten Vokspors (Morella), som rummer adskillige arter, der tidligere blev betragtet som tilhørende slægten Pors.

## Note
1. ↑  Catalogue of life: Myrica (engelsk)